# Polanka Hallera
Polanka Hallera  ist eine Ortschaft mit einem Schulzenamt der Gemeinde Skawina im Powiat Krakowski der Woiwodschaft Kleinpolen in Polen.

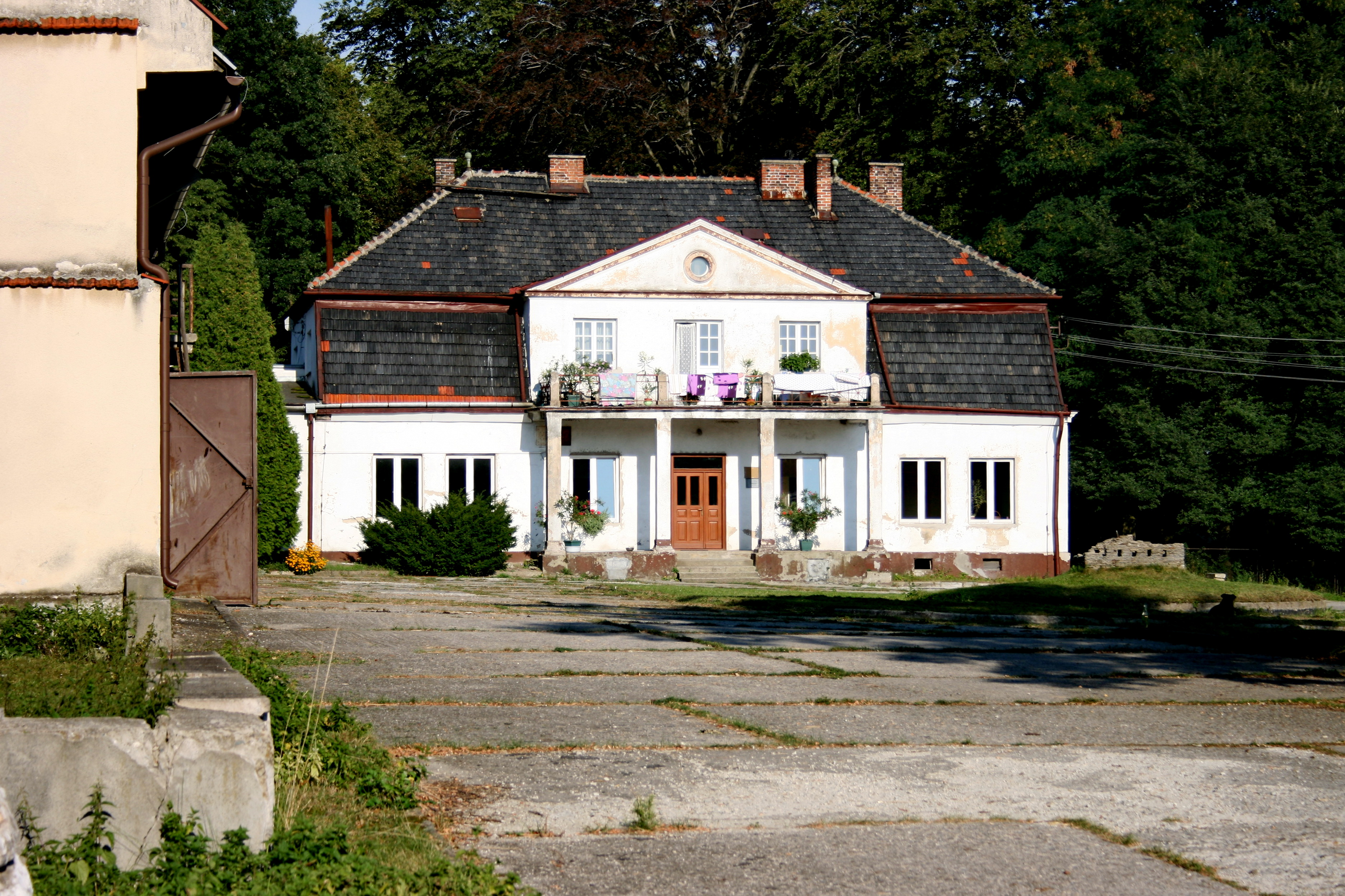
Gutshof in Polanka Hallera

## Geographie
Der Ort liegt im Pogórze Wielickie auf dem Weg von Kalwaria Zebrzydowska nach Skawina. Die Nachbarorte sind Krzęcin im Nordwesten, Gołuchowice im Nordosten, Jurczyce im Osten, Wola Radziszowska im Süden, Podolany im Südwesten, sowie Grabie im Osten.

## Geschichte
Das Gebiet zwischen den Flüssen Skawa im Westen und Skawinka im Osten wurde im Jahr 1274 von Kleinpolen abgetrennt und ans Herzogtum Oppeln angeschlossen. Das Herzogtum Oppeln wurde 1281 nach dem Tod von Wladislaus I. von Oppeln geteilt. Ab 1290 gehörte das Gebiet zum Herzogtum Teschen und seit 1315 zum Herzogtum Auschwitz, ab 1327 unter Lehnsherrschaft des Königreichs Böhmen.
Das Dorf in einer Exklave des Herzogtums Auschwitz wurde erstmals im Jahr 1353 erwähnt, und zwar als ein Dorf, das den Zehnt dem Abt von Tyniec (decimam in Polanka ad ecclesiam et ad abbatem Tynecensem) zahlte. Der Name Polanka ist topographisch und ist die diminutive Form des Worts polana (deutsch Lichtung im Wald).
Seit 1445 gehörte es zum Herzogtum Zator, dieses wurde im Jahr 1494 an Polen verkauft. Ab 1564 im Kreis Schlesien der Woiwodschaft Krakau. Neben Borek Szlachecki und Gołuchowice war es das östlichste Dorf des Kreises Schlesien.
Bei der Ersten Teilung Polens kam Polanka 1772 zum neuen Königreich Galizien und Lodomerien des habsburgischen Kaiserreichs (ab 1804). Vor dem Jahr 1795 wurde Polanka vom Krakauer Bürger Martin Aloys Ritter Haller von Hallenburg aus der Familie Haller gekauft. Der um 1800 gebaute Gutshof wurde zum Verwaltungssitz der Güter, die einige benachbarte Ortschaften umfassten, u. a.: Facimiech, Gołuchowice, Grabie, Krzęcin, Trzebol, Wielkie Drogi. Die Güter wurden in der Zukunft zersplittert, jedoch blieb Polanka-Haller bzw. Polanka Hallerowska der Hauptsitz der Familie bis zum Jahr 1945.
Ab 1782 gehörte das Dorf zum Myslenicer Kreis (1819 mit dem Sitz in Wadowice). Nach der Aufhebung der Patrimonialherrschaften bildete es nach 1850 eine Gemeinde im Bezirk Skawina, ab 1867 im Gerichtsbezirk Skawina des Bezirkes Wadowice, ab 1878 im Gerichtsbezirk Kalwarya im Bezirk Myślenice. Ab 1899 wieder im Gerichtsbezirk Skawina.
1918, nach dem Ende des Ersten Weltkriegs und dem Zusammenbruch der k.u.k. Monarchie, kam Polanka Hallera zu Polen (Gmina Radziszów, Powiat Kraków, Woiwodschaft Krakau). Unterbrochen wurde dies nur durch die Besetzung Polens durch die Wehrmacht im Zweiten Weltkrieg. Es gehörte dann zum Distrikt Krakau des Generalgouvernements.
Ab dem Jahr 1931 wurde der Name auf Polanka Hallera geändert, 1937 wieder Polanka Hallerowska, nach 1945 Polanka Haller, 1965 bis 1993 nur Polanka.
Von 1945 bis 1998 gehörte Polanka Hallera zur Woiwodschaft Krakau. 2/3 des Gebiets des Dorfs gehört der Jagiellonen-Universität, einschließlich des ehemaligen Haller-Gutshofs und des Parks, sowie 20 ha von einem örtlichen Wald im Westen.